# Takashi Kamoshida
Takashi Kamoshida (鴨志田 誉 Kamoshida Takashi?), född 5 augusti 1985 i Kanagawa prefektur, är en japansk fotbollsspelare.
Kamoshida började sin karriär 2008 i Tochigi SC. 2012 flyttade han till Fukushima United FC.